# Valea Largă (Mureș)
Valea Largă [ˈvalea ˈlargə] (veraltet Țicud oder Cicud; ungarisch Mezőceked oder auch Ceked) ist eine Gemeinde im Kreis Mureș in der Region Siebenbürgen in Rumänien.

## Geographische Lage

Lage der Gemeinde Valea Largă im Kreis Mureș

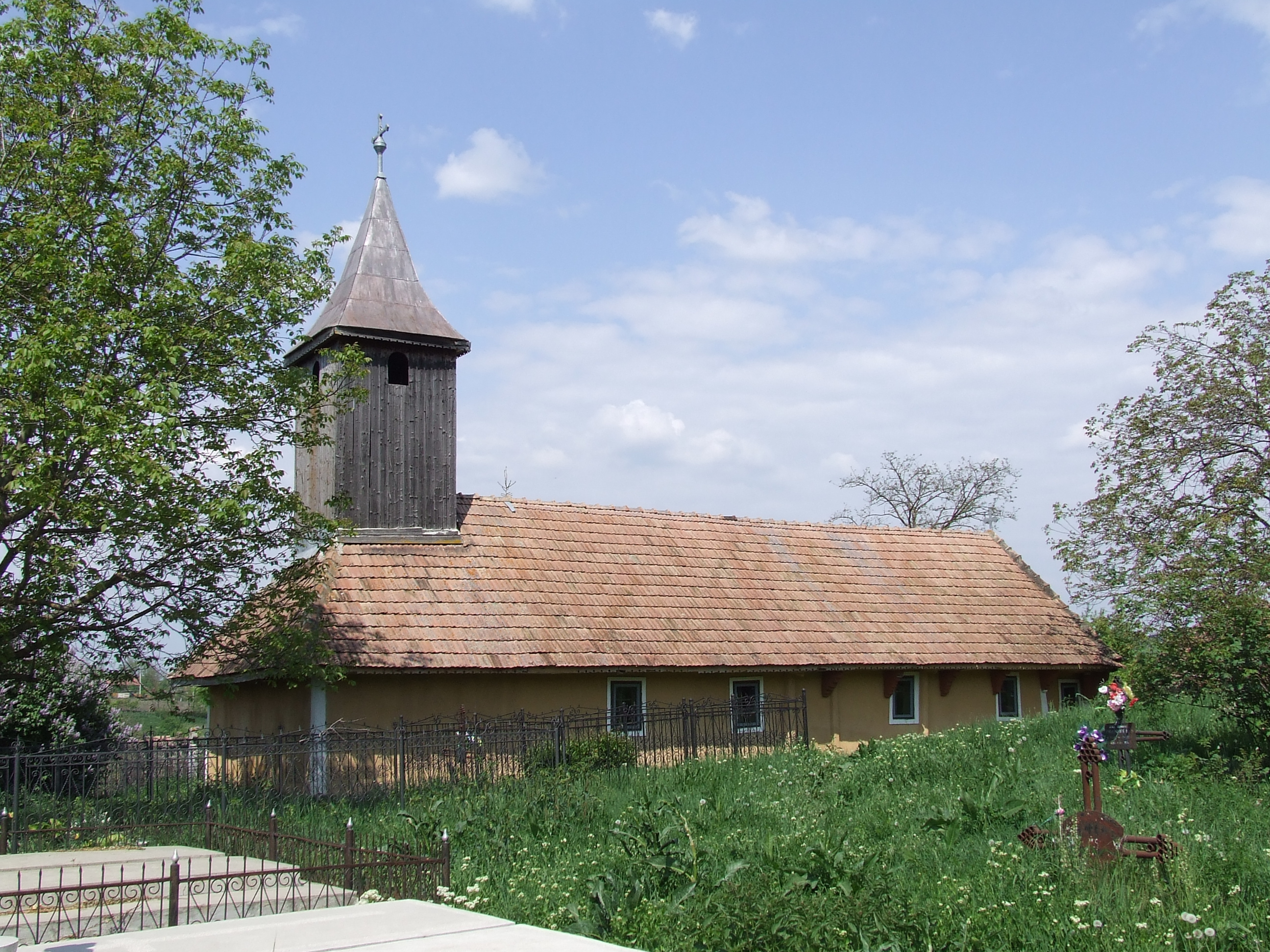
Holzkirche in Valea Largă

Die Gemeinde Valea Largă liegt in der Siebenbürgischen Heide (Câmpia Transilvaniei) – Teil des Siebenbürgischen Beckens. Im Westen des Kreises Mureș am Bach Matca und der Kreisstraße (Drum județean) DJ 151C befindet sich der Ort Valea Largă 20 Kilometer nördlich der Kleinstadt Luduș (Ludasch) und etwa 65 Kilometer westlich von der Kreishauptstadt Târgu Mureș (Neumarkt am Mieresch) entfernt.

## Geschichte
Der Ort Valea Largă wurde nach unterschiedlichen Angaben 1279 oder 1332 erstmals urkundlich erwähnt. Das einst ungarische Dorf wurde im 15. Jahrhundert von Rumänen besiedelt und gehörte einem Herrenhof des Ortes Luncani (Neusatz) – ein eingemeindetes Dorf der heutigen Gemeinde Luna (Lone) im Kreis Cluj.
Archäologische Funde auf dem Areal des Gemeindezentrums wurden der Spätbronzezeit zugeordnet.
In einer Lehmkuhle, etwa zweieinhalb Kilometer westlich des Gemeindezentrums, werden laut der Lista Monumentelor Istorice (Verzeichnis des Kulturguts) in Rumänien, Nekropolis dem 7. Jahrhundert zugeordnet.
Im Königreich Ungarn gehörten die Orte der heutigen Gemeinde dem Stuhlbezirk Marosludas in der Gespanschaft Torda-Aranyos, anschließend dem historischen Kreis Turda und ab 1950 dem heutigen Kreis Mureș an.
Auf dem Gemeindegebiet wurde 2018 ein Großteil des Trinkwassernetzes errichtet.

## Bevölkerung
Die Bevölkerung der Gemeinde Valea Largă entwickelte sich wie folgt:
| 1850 | 1.461 | 1.376 | -  | - | 85             |
| 1910 | 2.396 | 2.246 | 19 | 6 | 125            |
| 1977 | 4.158 | 4.093 | 10 | - | 55             |
| 2002 | 3.379 | 3.303 | 9  | 1 | 66             |
| 2011 | 3.098 | 2.963 | 13 | - | 122            |
| 2021 | 2.834 | 2.653 | 9  | - | 172 (112 Roma) |

Seit 1850 wurde auf dem Gebiet der heutigen Gemeinde die höchste Einwohnerzahl und die der Rumänen 1977 ermittelt. Die höchste Anzahl der Magyaren (32) wurde 1890, die der Roma (140) 2011 und die der Rumäniendeutschen 1910 registriert.

## Sehenswürdigkeiten
- Außer der Holzkirche Adormirea Maicii Domnului[9] im Gemeindezentrum, 1733 bemalt,[3] sind keine nennenswerte Sehenswürdigkeiten zu erwähnen.